# Zlatníky
Zlatníky (bis 1927 slowakisch „Zlatník“; ungarisch Aranyosd – bis 1900 Zlatnik) ist eine Gemeinde im Westen der Slowakei mit 694 Einwohnern (Stand 31. Dezember 2024), die zum Okres Bánovce nad Bebravou, einem Teil des Trenčiansky kraj, gehört.

## Geographie

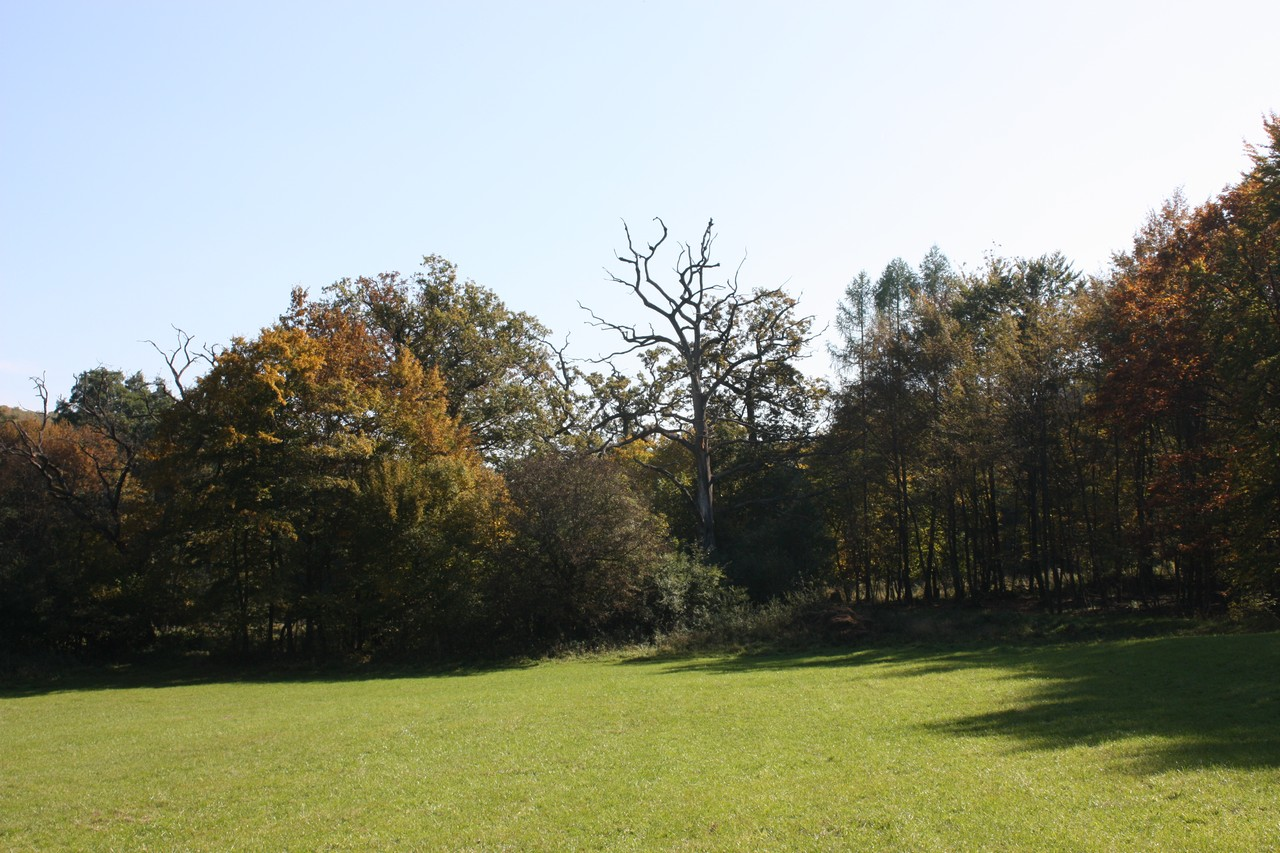
Geschütztes Areal Okšovské duby (dt. Eichen von Okšov) zwei Kilometer westlich von Zlatníky

Die Gemeinde befindet sich im Norden des Hügellands Nitrianska pahorkatina und somit im slowakischen Donautiefland. Sie wird vom Bach Livina durchflossen und umfasst zudem einen Teil des Gebirges Považský Inovec bis zu dessen Hauptkamm. Dort erreichen die höchsten Hügel zwischen 900 m n.m. und 1000 m n.m. Das Ortszentrum liegt auf einer Höhe von 270 m n.m. und ist 15 Kilometer von Bánovce nad Bebravou entfernt.
Nachbargemeinden sind Dubodiel im Norden, Cimenná im Nordosten, Malé Hoste im Osten und Südosten, Nemečky und Prašice im Süden, Podhradie im Südwesten, Hôrka nad Váhom und Kálnica im Westen sowie Selec im Nordwesten.

## Geschichte
Zlatníky entstand aus einer Edler-Siedlung im 12. Jahrhundert. Im 13. Jahrhundert war die Gegend Besitz des Geschlechts Hont-Pázmány, der Ort selbst wurde zum ersten Mal 1390 als Aranyas schriftlich erwähnt und war zu diesem Zeitpunkt Teil des Herrschaftsgebiets der Burg Topoltschan. Im Hochmittelalter betrieb man Goldbergwerke westlich des Ortes, danach waren die Einwohner überwiegend Handwerker und Landwirte. 1828 zählte man 63 Häuser und 435 Einwohner. Im 19. Jahrhundert existierten zwei Glashütten bei Zlatníky: eine arbeitete zwischen 1809 und 1839 weit im Gebirge, die andere zwischen 1865 und 1890 in der Siedlung Kulháň.
Bis 1918 gehörte der im Komitat Neutra liegende Ort zum Königreich Ungarn und kam danach zur Tschechoslowakei beziehungsweise heute Slowakei.

## Bevölkerung
| Jahr                | 1994 | 2004    | 2014    | 2024    |
| ------------------- | ---- | ------- | ------- | ------- |
| Anzahl der Personen | 706  | 726     | 684     | 694     |
| Unterschied         |      | +2,83 % | −5,78 % | +1,46 % |

| Jahr                | 2023 | 2024    |
| ------------------- | ---- | ------- |
| Anzahl der Personen | 689  | 694     |
| Unterschied         |      | +0,72 % |

Nach der Volkszählung 2011 wohnten in Zlatníky 672 Einwohner, davon 644 Slowaken, 6 Tschechen und 2 Magyaren. 20 Einwohner machten keine Angabe zur Ethnie.
542 Einwohner bekannten sich zur römisch-katholischen Kirche, 14 Einwohner zur Evangelischen Kirche A. B. sowie jeweils 1 Einwohner zur griechisch-katholischen Kirche und zur Pfingstbewegung. 76 Einwohner waren konfessionslos und bei 38 Einwohnern wurde die Konfession nicht ermittelt.

## Bauwerke und Denkmale
- Holzglockenturm aus dem 18. Jahrhundert
- römisch-katholische Maria-Königin-Kirche aus dem Jahr 1993
- Friedhofskapelle aus dem 19. Jahrhundert